# Station Nanterre-Ville
Nanterre - Ville is een station gelegen in de Franse gemeente Nanterre en het departement van Hauts-de-Seine

## Geschiedenis
Het station werd op 26 augustus 1837 geopend en werd op 1 oktober 1972 onderdeel van het RER-netwerk

## Het station
Nanterre - Ville dient voor de langsrijdende treinen van het RER-netwerk (Lijn A). Voor Passe Navigo gebruikers ligt het station in zone 3. Het telt twee sporen en twee perrons en is eigendom van de Franse spoorwegmaatschappij SNCF

## Overstapmogelijkheid
- RATP
  - zeven buslijnen

- Noctilien
  - één buslijn

## Treindienst
| Serie | Treinsoort        | Route | Bijzonderheden |
| ----- | ----------------- | --- | -------------- |
| RER A | RER (SNCF / RATP) | [ [ Cergy-le-Haut – ] / [ Poissy – ] Maisons-Laffitte – ] / [ Saint-Germain-en-Laye – Rueil-Malmaison – Nanterre-Ville – Nanterre-Université – ] Nanterre-Préfecture – La Défense – Châtelet - Les Halles – Paris-Lyon – Vincennes – [ Fontenay-sous-Bois – La Varenne - Chennevières – Boissy-Saint-Léger ] / [ Val de Fontenay – Bry-sur-Marne – Noisy-le-Grand - Mont d’Est – Torcy – Marne-la-Vallée - Chessy ] |                |

| Richting                 | Vorig station   | Lijn  | Volgend station       | Richting           |
| ------------------------ | --------------- | ----- | --------------------- | ------------------ |
| Saint-Germain-en-Laye A1 | Rueil-Malmaison | RER A | Nanterre - Université | Boissy-Saint-Léger |